# Christa Merten
Christa Merten z domu  Basche (ur. 14 października 1944 w Dobbertin, zm. 1 lipca 1986 w Marbelli) – [niemiecka lekkoatletka specjalizująca się w biegach średniodystansowych, medalistka halowych mistrzostw Europy w 1970. W czasie swojej kariery reprezentowała RFN.
Na pierwszych halowych mistrzostwach Europy w 1970 w Wiedniu zdobyła srebrny medal w sztafecie 1+2+3+4 okrążenia (w składzie: Elfgard Schittenhelm, Heidi Gerhard, Merten i Jutta von Haase). Zajęła 5. miejsce w biegu na 1500 metrów na halowych mistrzostwach Europy w 1971 w Sofi.
31 lipca 1971 w Lubece niemiecka sztafeta 4 × 800 metrów w składzie: Ellen Tittel, Sylvia Schenk, Christa Merten i Hildegard Falck ustanowiła rekord świata rezultatem 8:16,8.
Merten wystąpiła na mistrzostwach Europy w 1971 w Helsinkach w biegu na 1500 metrów, ale odpadła w eliminacjach. Zajęła 4. miejsce w biegu na 800 metrów na halowych mistrzostwach Europy w 1972 w Grenoble.
Na igrzyskach olimpijskich w 1972 w Monachium odpadła w eliminacjach biegu na 1500 metrów.
Była mistrzynią RFN w biegu na 3000 metrów w 1973, w sztafecie 3 × 800 metrów w 1966 oraz w biegu przełajowym indywidualnie w 1970 i drużynowo w 1965, 1966 i 1970. W biegu na 1500 metrów była wicemistrzynią RFN w 1970 i 1971 oraz brązową medalistką w 1969. W hali była wicemistrzynią w biegu na 800 metrów w 1971 i 1972 oraz brązową medalistką w 1964, 1967 i 1968, a także wicemistrzynią w biegu na 1500 metrów w 1970 oraz brązową medalistką w 1974.
Dwukrotnie poprawiała rekord RFN w  biegu na 1500 metrów do wyniku 4:16,0 (20 czerwca 1970 w Londynie).
Po zakończeniu kariery lekkoatletycznej zajmowała się handlem międzynarodowym. Zmarła śmiercią samobójczą.